# Estádio Municipal de Braga
L'estadi Municipal de Braga és un estadi de futbol de la ciutat de Braga (Portugal), i és propietat del Sporting Clube de Braga. L'estadi va ser inaugurat el 30 de desembre de 2003 i té una capacitat de 30.200 espectadors. El primer partit que va albergar va ser contra el Celta de Vigo i va finalitzar amb victòria per 1 a 0. Actualment s'anomena Estadi AXA pel patrocini d'aquesta empresa d'assegurances.
L'estadi és també conegut com La Pedrera, va ser construït en una pedrera de Muntanya Castro, que domina la ciutat de Braga, amb grades únicament en els laterals del terreny de joc. Darrere d'un fons hi ha les parets de roca de la pedrera i en el fons contrari hi ha un espai obert amb una vista panoràmica de la ciutat. Cada grada lateral es cobreix amb una coberta a l'estil d'un sostre, i tots dos estan connectats entre si a través de desenes de cables d'acer, inspirada en un disseny dels ponts construïts pels inques.
Un cop dins de l'estadi, passant d'una grada a l'altra es realitza a través d'una plaça de 5.000 metres quadrats que se situa sota el terreny de joc.
L'enorme roca que es va extreure durant la construcció de l'estadi va contribuir en gran manera al cost final de 83,1 milions d'euros de cost, més que qualsevol altre dels deu nous estadis construïts per a l'Eurocopa 2004, a excepció de l'Estádio da Luz de Lisboa (capacitat: 65.647) i l'Estádio do Dragão de Porto (capacitat: 52.002).
L'estadi és sovint considerat com un dels més originals i bells estadis del món. El Financial Times, en un article sobre els estadis de Gran Bretanya, es refereix a l'Estadi Municipal de Braga com un dels quatre exemples de "camp bonic". Afirmant que: "No hi ha hagut res en aquest país que coincideixi amb les delícies de l'arquitectura d'Eduardo Souto de Moura amb l'estadi de Braga a Portugal, un escenari impressionant tallat en la vessant d'una roca en el lloc d'una antiga pedrera".